# The Mechanic
The Mechanic (titulada The Mechanic en España, El mecánico en Argentina y El especialista en México) es una película estadounidense de acción de 2011. Protagonizada por Jason Statham y Ben Foster. Dirigida por Simon West.
Es un remake de la película de mismo título estrenada en 1972 y protagonizada por Charles Bronson.
Fue estrenada el 28 de enero de 2011 en los Estados Unidos y el 25 de febrero en España.
En 2016 se estrenó una secuela, Mechanic: Resurrection.

## Argumento
Cuando una agencia del Gobierno de los Estados Unidos contrata al «mecánico» Arthur Bishop (Jason Statham), para que elimine a algún narcotraficante, espía o a un empresario corrupto, pueden dormir tranquilos porque la muerte parecerá un trágico accidente o por causas naturales. Sin embargo Bishop cree que ha llegado un punto en su carrera en el que no quiere seguir, quiere retirarse y vivir de los fondos que acumula en su cuenta del banco. Recibirá un encargo en el que tendrá que asesinar a su amigo y mentor Harry McKenna (Donald Sutherland) que supuestamente se «vendió», asesinándole en el aparcamiento y simulando que se debió por intentar robarle el coche.
Más tarde el hijo de Harry, Steve McKenna (Ben Foster), intenta vengarse buscando asesinar al primer ladrón de coches que encuentra, Arthur se lo impide y a partir de ahí comienzan una relación de amistad y cooperación, tomando Arthur como discípulo a Steve. Ambos acaban trabajando juntos. Pero Bishop se da cuenta de que ha sido objeto de un engaño por parte de su jefe, Dean Sanderson (Tony Goldwyn), al matar a Harry por lo que la única solución es asesinarle, una tarea nada fácil teniendo en cuenta que Sanderson tiene mucha seguridad a su alrededor. Junto a Steve que le ayuda por última vez lo llevan a cabo, pero Bishop desconoce que su compañero ha averiguado toda la verdad sobre la muerte de su padre.

## Reparto

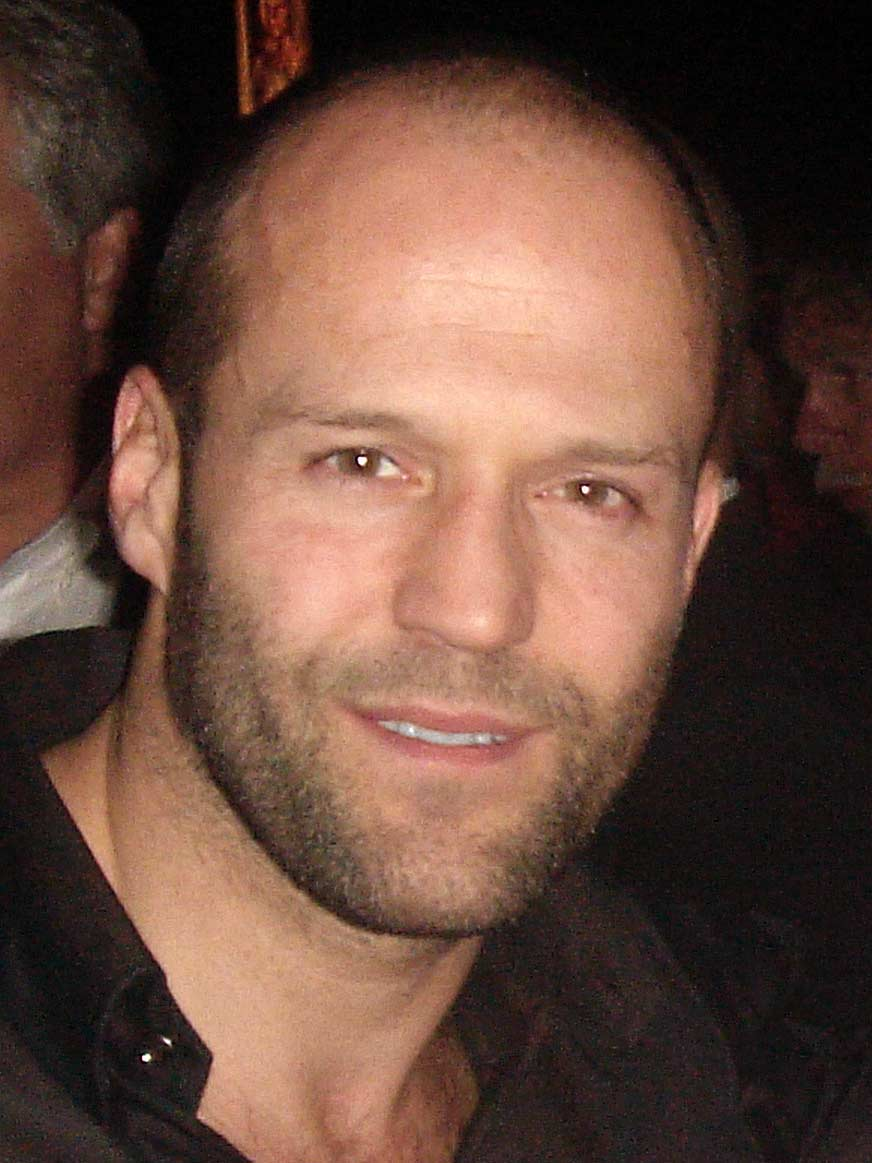
Jason Statham como Arthur Bishop.

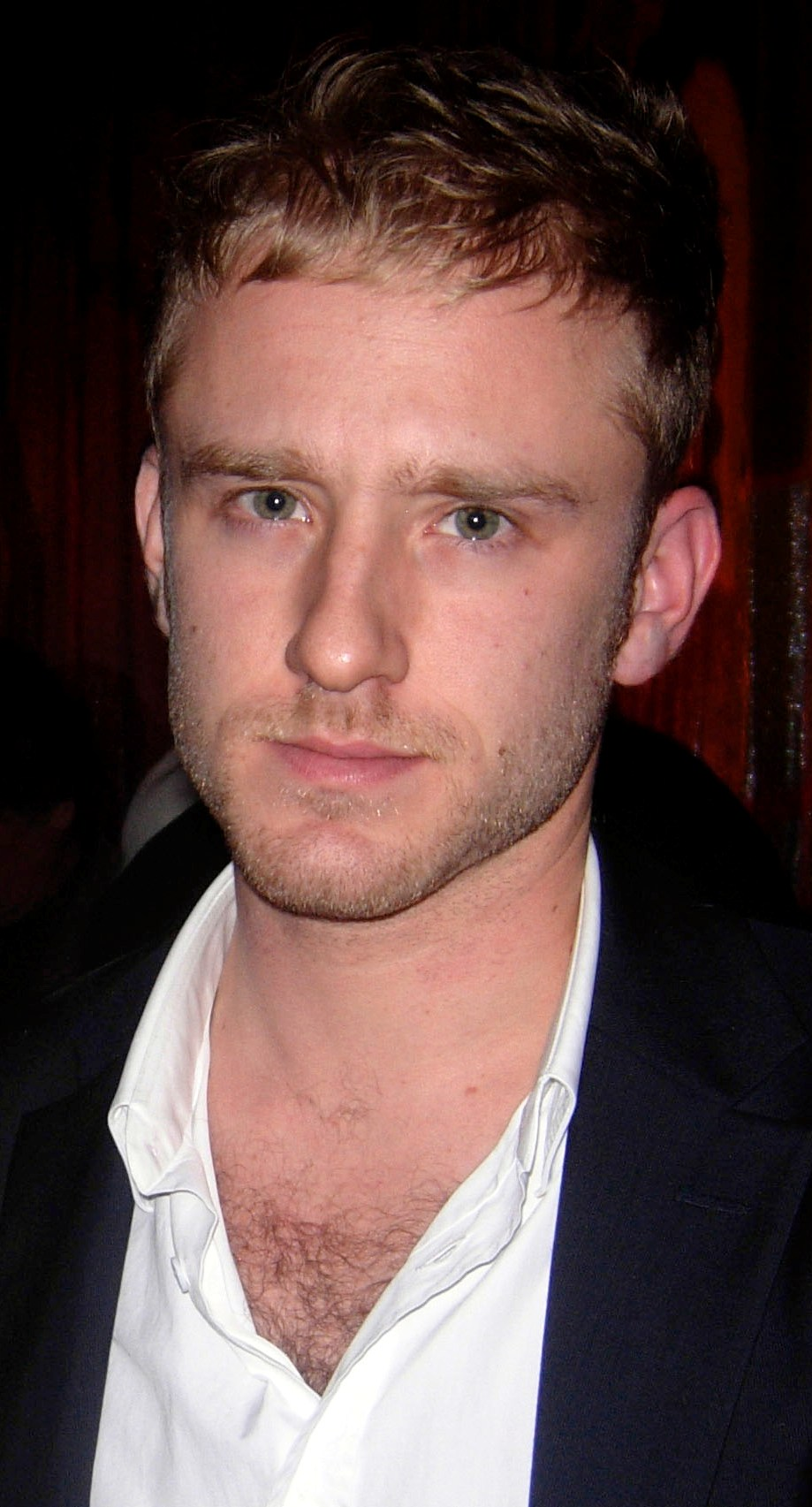
Ben Foster como Steve McKenna.

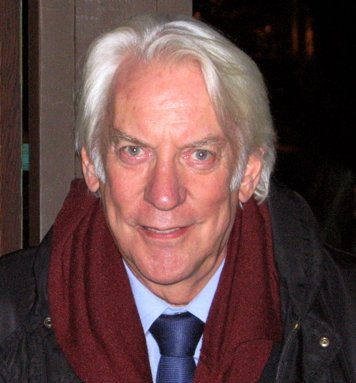
Donald Sutherland como Harry McKenna.

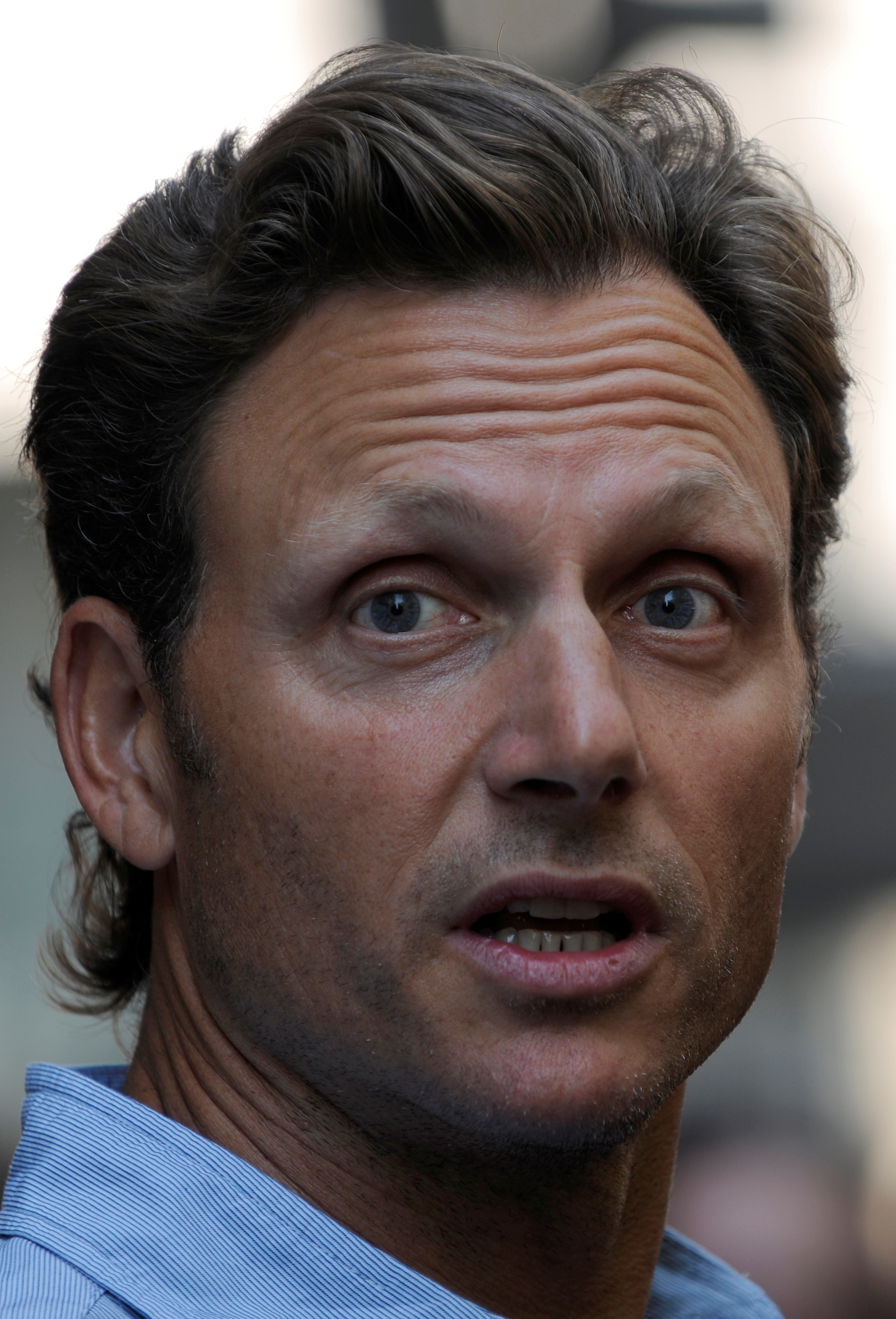
Tony Goldwyn como Dean Sanderson.

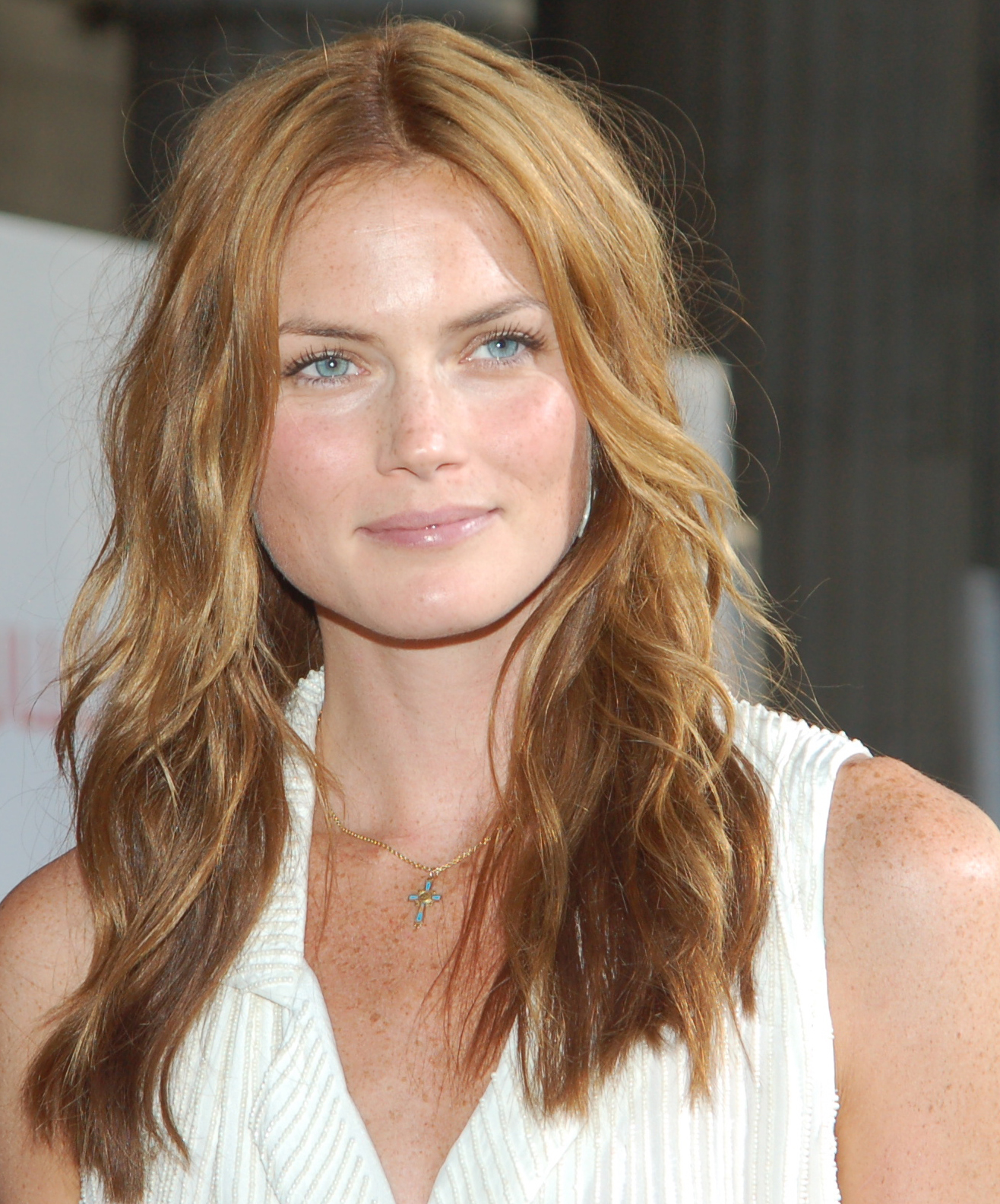
Mini Andén como Sarah.

- Jason Statham (Inglaterra, 1967-) como Arthur Bishop.
- Ben Foster (1980-) como Steve McKenna.
- Donald Sutherland (Canadá, 1935-2024) como Harry McKenna.
- Tony Goldwyn (Los Ángeles, 1960-) como Dean Sanderson.
- Mini Andén (Estocolmo, 1978-) como Sarah.
- James Logan como el narcotraficante colombiano Jorge Lara
- Simon West (Inglaterra, 1961, el director de esta película) como el secuaz empalado de Dean Sanderson (Tony Goldwyn), sin acreditar.
- Jeff Chase (1968-) como Burke
- John McConnell (Baton Rouge, 1958-) como el reverendo Vaughn
- Christa Campbell (Oakland, 1972-) como Kelly
- Joel Davis (años 1980) como esposo.
- Lance E. Nichols (Nueva Orleans, 1955-), como Henry, el cuidador de botes (como Lance Nichols).
- Linnzi Zaorski (Nueva Orleans, años 1980) como cantante en el club de jazz.
- John Teague (años 1970) como Ney
- David Leitch como el asesino Sebastian (muerto, en una fotografía)
- Stuart Greer (1959-) como Ralph
- Aaron Saxton (California, 1982-) como agente de Swat (sin acreditar).
- Eddie J. Fernández (Eddie Fernández o Eddie Fernández) como guardia del narco Jorge Lara.
- Joshua Bridgewater como levantador de automóviles
- Mark Nutter (como Mark Anthony Nutter) como el Sr. Finch.
- Ardy Brent Carlson como Bell Hop
- Lara Grice como la Sra. Finch
- Ada Michelle Loridans como la hija de Finch
- J. D. Evermore como corredor armado
- Dawn Neufeld como presentador de noticias n.º 1
- Molly Rosenblatt como presentador de noticias n.º 1
- Bill Scharpf como conductor de Dean Sanderson (Tony Goldwyn).
- Jen Ortega (como Jennifer Ortega) como muchacha 1 del narco Jorge Lara.
- LaTeace Towns-Cuellar, como muchacha 2 del narco Jorge Lara.
- Paul Abraham como piloto del transbordador.
- David Dahlgren como Dr. X
- Katarzyna Wolejnio como María
- Larrel France como pasante de Vaughn de 18 años
- Danny Cosmo como campesino
- Derek Schreck como guardia de seguridad
- Choop, como el perro chihuahua de Steve
- Starlette Miariaunii como evacuado de TWC
- Beau Brasseaux como agente de SWAT en Chicago (sin acreditar).
- Dane Brown como dueño de bar (sin acreditar).
- Joshua Cardenez como guardián del narco Jorge Lara en la piscina (sin acreditar).
- Grant Case como cliente en el bar (sin acreditar).
- Kurt Deville como Steve's Barracade / Bar (sin acreditar).
- Elise Fyke como pasajero en el bus (sin acreditar).
- Geraldine Glenn como personal/pobladora (sin acreditar).
- Nick Jones Jr. como viajero en el aeropuerto (sin acreditar).
- Mark Krutov como seguridad de Sanderson (Tony Goldwyn), sin acreditar.
- Vince Vaughn como cliente en el bar y cafetería (sin acreditar).
- James Rawlings como uno de los hombres de Sanderson (Tony Goldwyn), sin acreditar.
- Ashley Reed como pasajero de bus, cliente en el hotel (sin acreditar).
- Lawanda Smith como viajera en el tren (sin acreditar).
- Logan Douglas Smith como oficinista en Chicago (sin acreditar).
- Olga Wilhelmine como oficinista (sin acreditar).

## Producción
Se empezó a rodar en octubre de 2009 en diferentes localizaciones de Estados Unidos.
Destacando las poblaciones de Washington, Nueva Orleans y Detroit.
La película original se estrenó en 1972, Jason Statham tenía en ese momento tan solo 66 días de edad.
En la cámara de seguridad de la gasolinera se puede ver que la fecha es 28 de enero de 2011 (que fue justamente la fecha de su estreno en Estados Unidos).
El director de la película hace un breve cameo en la película.
Inicialmente iba a ser estrenada bajo el título de Money Maker.

## Recepción

### Respuesta crítica
Según la página de Internet Rotten Tomatoes obtuvo un 52% de comentarios positivos, llegando a la siguiente conclusión: «Jason Statham y Ben Foster realizan buenas interpretaciones, pero la cinta les traiciona con acción que nubla la mente y con todos los clichés de las películas de acción».
Peter Travers escribió para la revista Rolling Stone que «El resultado es lo suficientemente bueno como para aprobar una película de acción si la ves con la mirada condescendiente que viene después de muchas cervezas y pocas horas de sueño».
Jackie K. Cooper escribió que «nadie hace mejor los thrillers de acción que Jason Statham».
Según el sitio web Metacritic obtuvo críticas mixtas, con un 49 %, basado en 35 comentarios de los cuales 12 son positivos.

### Taquilla
Estrenada en 2703 cines estadounidenses debutando en tercera posición con 11 millones de dólares, con una media por sala de 4226 dólares, por delante de The Green Hornet y por detrás de No Strings Attached.
Recaudó 29 millones en Estados Unidos y 22 millones en otros países. El presupuesto estimado invertido en la producción fue de 40 millones.